# П'яна локшина
П'яна локшина, пад кі мао (тай. ผัดขี้เมา, лаос. ຜັດຂີ້ເມົາ) — тайська смажена локшина.

## Назва
Кі мао з тайської перекладається як п'яниця. В саму страву алкоголь не додається. Припускають, що така назва походить від того, що цю страву готують п'яні люди, коли приходять додому з підручних продуктів, або навпаки швидко готують як закуску до алкоголю.

## Приготування
Для цієї страви зазвичай використовують широку рисову локшину Шахе фен, соєвий соус, рибний соус, соус з устриць, часник, м'ясо, морепродукти, чилі, свіжі горошини чорного перцю та священний базилік, що надає їй особливий витончений смак.